# روبرت هوسمان
روبرت هوسمان (بالألمانية: Robert Hausmann)‏ هو معلم موسيقى وملحن ألماني، ولد في 13 أغسطس 1852 في Rottleberode ‏ في ألمانيا، وتوفي في 18 يناير 1909 في فيينا في النمسا.

## وصلات خارجية
- روبرت هوسمان على موقع ميوزك برينز (الإنجليزية)